# Dolichotarsus griseus
Dolichotarsus griseus är en tvåvingeart som beskrevs av Brooks 1945. Dolichotarsus griseus ingår i släktet Dolichotarsus och familjen parasitflugor.
Artens utbredningsområde är British Columbia. Inga underarter finns listade i Catalogue of Life.